# Cresserons
Cresserons és un municipi francès situat al departament de Calvados i a la regió de Normandia. L'any 2007 tenia 1.217 habitants.

## Demografia

### Població
El 2007 la població de fet de Cresserons era de 1.217 persones. Hi havia 412 famílies de les quals 40 eren unipersonals (12 homes vivint sols i 28 dones vivint soles), 120 parelles sense fills, 212 parelles amb fills i 40 famílies monoparentals amb fills.
La població ha evolucionat segons el següent gràfic:
Habitants censats

### Habitatges
El 2007 hi havia 440 habitatges, 413 eren l'habitatge principal de la família, 13 eren segones residències i 14 estaven desocupats. 439 eren cases i 1 era un apartament. Dels 413 habitatges principals, 355 estaven ocupats pels seus propietaris, 47 estaven llogats i ocupats pels llogaters i 11 estaven cedits a títol gratuït; 1 tenia una cambra, 5 en tenien dues, 31 en tenien tres, 72 en tenien quatre i 304 en tenien cinc o més. 355 habitatges disposaven pel capbaix d'una plaça de pàrquing. A 140 habitatges hi havia un automòbil i a 262 n'hi havia dos o més.

### Piràmide de població
La piràmide de població per edats i sexe el 2009 era:
| Homes | Edats   | Dones |
| ----- | ------- | ----- |
| 0     | 95 o +  | 0     |
| 0     | 90 a 94 | 0     |
| 0     | 85 a 89 | 0     |
| 0     | 80 a 84 | 4     |
| 0     | 75 a 79 | 4     |
| 0     | 70 a 74 | 16    |
| 16    | 65 a 69 | 12    |
| 36    | 60 a 64 | 40    |
| 24    | 55 a 59 | 28    |
| 28    | 50 a 54 | 36    |
| 56    | 45 a 49 | 44    |
| 44    | 40 a 44 | 48    |
| 96    | 35 a 39 | 76    |
| 36    | 30 a 34 | 40    |
| 16    | 25 a 29 | 32    |
| 36    | 20 a 24 | 16    |
| 44    | 15 a 19 | 68    |
| 48    | 10 a 14 | 44    |
| 68    | 5 a 9   | 68    |
| 44    | 0 a 4   | 24    |

## Economia
El 2007 la població en edat de treballar era de 869 persones, 640 eren actives i 229 eren inactives. De les 640 persones actives 602 estaven ocupades (317 homes i 285 dones) i 38 estaven aturades (21 homes i 17 dones). De les 229 persones inactives 89 estaven jubilades, 99 estaven estudiant i 41 estaven classificades com a «altres inactius».

### Ingressos
El 2009 a Cresserons hi havia 429 unitats fiscals que integraven 1.301,5 persones, la mediana anual d'ingressos fiscals per persona era de 22.926 €.

### Activitats econòmiques
Dels 38 establiments que hi havia el 2007, 1 era d'una empresa alimentària, 3 d'empreses de fabricació d'altres productes industrials, 16 d'empreses de construcció, 5 d'empreses de comerç i reparació d'automòbils, 5 d'empreses d'hostatgeria i restauració, 1 d'una empresa d'informació i comunicació, 1 d'una empresa financera, 4 d'empreses de serveis, 1 d'una entitat de l'administració pública i 1 d'una empresa classificada com a «altres activitats de serveis».
Dels 15 establiments de servei als particulars que hi havia el 2009, 2 eren paletes, 1 guixaire pintor, 3 fusteries, 5 lampisteries, 2 empreses de construcció i 2 restaurants.
Dels 2 establiments comercials que hi havia el 2009, 1 era una botiga de menys de 120 m² i 1 una llibreria.
L'any 2000 a Cresserons hi havia 6 explotacions agrícoles que ocupaven un total de 324 hectàrees.

## Equipaments sanitaris i escolars
El 2009 hi havia 1 escola maternal i 1 escola elemental.

## Poblacions més properes
El següent diagrama mostra les poblacions més properes.